# Maryna Mazenko
Maryna Jurjewna Mazenko, panieńskie Melnyczenko (ukr. Марина Мазенко; ur. 7 maja 1998 w Żowtnewe) – ukraińska siatkarka, reprezentantka kraju, grająca na pozycji środkowej.
Jej mężem jest ukraiński siatkarz Bohdan Mazenko.

## Sukcesy klubowe
Mistrzostwo Ukrainy:
- 2021[8], 2022[9]
- 2018

Superpuchar Ukrainy:
- 2020[10], 2021

Puchar Ukrainy:
- 2021[11], 2022[12]

Mistrzostwo Izraela:
- 2024[13]

## Nagrody indywidualne
- 2018: Najlepsza blokująca ukraińskiej Superlihy w sezonie 2017/2018[14]